# Byłem nastoletnim wilkołakiem
Byłem nastoletnim wilkołakiem (ang. I Was a Teenage Werewolf) – amerykański horror s-f z 1957 roku w reżyserii Gene’a Fowlera Jr. 

## Fabuła
Licealista Tony Rivers zupełnie nie potrafi kontrolować swoich wybuchów gniewu i byle co go denerwuje. Zmęczony jego wyskokami detektyw policji Donovan ostrzega go, że niedługo stanie się notowany. Poleca mu hipnoterapeutę – doktora Brandona pracującego w miejscowej fabryce samolotów. Tony odrzuca propozycję obawiając się łatki pomyleńca. Trzyma się zdania nawet po rozmowie ze swą dziewczyną Arlene, a następnie ze swym owdowiałym ojcem. W Halloween Tony i Arlene idą na imprezę. Gdy na niej Tony atakuje swego przyjaciela Vica za niewinny żart, decyduje się na wizytę u doktora Brandona.
Doktor Brandon poddaje Tony’ego terapii połączonej z hipnozą. Tony nie wie, że Brandon ma w planach eksperyment naukowy polegający na zbudzeniu w człowieku prymitywne zwierzęce instynkty, zaś Tony jest idealnym królikiem doświadczalnym. Mimo obaw doktora Wagnera, asystenta Brandona zahipnotyzowany Tony otrzymuje specjalne serum na bazie skopolaminy. Terapia osiąga skutki. Podczas jednej z nocnych imprez Frank, kolega Tony’ego grzecznie odmawia podwózki samochodem. Wraca on piechotą przez las, gdzie z niepokojem dociera do niego, że ktoś go śledzi. W końcu zostaje zaatakowany.
Policjanci są zaskoczeni przyczyną śmierci Franka, gdyż został rozszarpany zębami, a w okolicy nie ma dzikich zwierząt. Policyjny woźny Pepi, wtajemniczony przez oficera Stanleya, po obejrzeniu zdjęć twierdzi, że morderca Franka jest wilkołakiem. Podobne oznaki widział w swym rodzinnym kraju położonym w Karpatach, gdzie wiara w wilkołactwo jest powszechna. Jednak Stanley nie daje temu wiary, biorąc wszystko za zabobony..
Tymczasem Tony zaczyna się lepiej sprawować. Mimo to podczas kolejnej sesji chce coś powiedzieć Brandonowi, ale ten go zbywa. W szkole gdy Tony widzi w sali gimnastycznej ćwiczącą Theresę, pod wpływem dzwonka zaczyna przeobrażać się w wilkołaka i atakuje przerażoną dziewczynę. Dyrektorka i kilka uczniów z daleka widzi napaść bestii na Theresę. Spłoszony wilkołak ucieka z liceum. Nie mogą uwierzyć własnym oczom, że wilkołak miał na sobie ubranie Tony’ego, o czym informują policję. Komendantowi policji Bakerowi, choć ciężko to uwierzyć decyduje się schwytać wilkołaka.
Przepytywany przez Donovana Brandon nie wierzy w doniesienia o wilkołaku, tłumacząc je masową histerią. Reporter Doyle przeprowadza wywiad z ojcem Tony’ego i Arlene oraz jej rodzicami, w nadziei na zlokalizowanie chłopaka i zdobycie informacji. Tony będąc wciąż w ciele wilkołaka błąka się po dzikich okolicach, gdzie Baker i jego ludzie robią na niego obławę. Ukrywając się natyka się na owczarka niemieckiego, który go atakuje. Pies zostaje zabity.
Rankiem Tony odzyskuje ludzkie ciało i wykonuje telefon do Arlene. Tony w rozpaczy po tym, co zrobił, postanawia znów prosić o pomoc doktora Brandona. Wagner przestrzega Brandona chcącym udokumentować przemianę w wilkołaka przed dalszym eksperymentom. Tony znów staje się wilkołakiem i zabija Wagnera, a następnie Brandona chcącego przemówić mu do rozsądku. Donovan i Stanley we właściwym momencie zjawiają w klinice i strzelają, zabijając wilkołaka, który wraca do postaci Tony’ego. Donovan spekuluje na temat zaangażowania Brandona jako próby ingerencji człowieka w królestwa Boga.

## Obsada
- Michael Landon – Tony Rivers / wilkołak
- Yvonne Lime – Arlene Logan
- Whit Bissell – doktor Alfred Brandon
- Barney Phillips – detektyw sierż. policji Donovan
- Robert Griffin – kmdt policji Baker
- Joseph Mell – doktor Hugo Wagner
- Guy Williams – oficer policji Chris Stanley
- Vladimir Sokoloff – Pepi
- Malcolm Atterbury – Charles Rivers
- Eddie Marr – Doyle
- Louise Lewis – dyrektorka szkoły Ferguson
- Tony Marshall – Jimmy
- Kenny Miller – Vic
- Cindy Robbins – Pearl
- Michael Rougas – Frank
- Dawn Richard – Theresa
- S. John Launer – Bill Logan
- Dorothy Crehan – Mary Logan

## Produkcja
Samuel Z. Arkoff pisał w swoich wspomnieniach, że spotkał się z dużym oporem przed wyprodukowaniem filmu ukazującego nastolatka, który staje się potworem, co nigdy wcześniej nie został wykorzystane w kinematografii. O ile pomysł dorosłego człowieka zamieniającego się w bestię nie był niczym nowym, pomysł nastolatka robiącego właśnie to samo był uważany za awangardowy – a nawet szokujący – w 1957 roku. 
Zdjęcia rozpoczęły się 13 lutego 1957. Film został nakręcony w siedem dni.